# Rigdzin Künsang Sherab
| Tibetische Bezeichnung                              |
| --------------------------------------------------- |
| Tibetische Schrift: རིག་འཛིན་ཀུན་བཟང་ཤེས་རབ།            |
| Wylie-Transliteration: rig 'dzin kun bzang shes rab |
| Andere Schreibweisen: Rigdzin Kunzang Sherap        |
| Chinesische Bezeichnung                             |
| Vereinfacht: 仁增耿桑喜饶                           |
| Pinyin:Renzeng Gengsang Xirao                       |

Rigdzin Künsang Sherab (geb. 1636 in Pelyül; gest. 1699) war ein Geistlicher des Pelyül-Zweiges der Nyingma-Schule des tibetischen Buddhismus. Er war der 1. Thronhalter des 1675 gegründeten Pelyül-Klosters in Sichuan.
Das Kloster unterhielt enge Beziehungen zum Martshangpa (smar tshang pa)-Zweig der Phagdru-Kagyü-Schule der Kagyü-Schultradition.